# Michel Vovelle
Michel Vovelle (6 februari 1933 – 6 oktober 2018) was een Frans historicus met als specialiteit de Franse Revolutie. Vovelle werd geboren in Gallardon nabij Chartres en studeerde achtereenvolgens aan het Lycée Louis-le-Grand, het Lycée Henri-IV, de École Normale Supérieure de St. Cloud en de Universiteit van Parijs.
In 1963 verscheen zijn eerste boek, een uitgave van de werken van Jean-Paul Marat. In zijn proefschrift uit 1971 analyseerde hij de teruggang in kerkelijkheid in de Provence tussen 1680 en 1790. Hij schreef een bijdrage aan de reeks ‘Nouvelle histoire de la France contemporaine’ onder de titel La Chute de la monarchie, 1787-1792 (1972) en in 1976 verscheen zijn boek Religion et Révolution: La Déchristianisation de l'an II. 
Een groot gedeelte van zijn carrière was hij werkzaam aan de Universiteit van de Provence. In 1983 volgde zijn benoeming aan de Universiteit van Parijs. In datzelfde jaar werd hij ook voorzitter van de wetenschappelijke en technische adviesraad van het Musée de la Révolution francaise. Op het politieke vlak had hij nauwe banden met de Franse Communistische Partij.